# Дегали
Дегали — река в Эвенкийском районе Красноярского края России, левый приток Нижней Тунгуски. Длина реки — 185 км. Площадь водосборного бассейна — 2830 км².
Река берёт начало на юге Тунгусского плато, к северу от верховий реки Бахта, на высоте более 500 м над уровнем моря. От истока течёт преимущественно на север и северо-восток по холмистой тайге с преобладанием лиственницы и берёзы. В среднем течении, после впадения Амнунны, русло реки расширяется до 55 м. Впадает в Нижнюю Тунгуску по левому берегу на отметке менее 88 м над уровнем моря, выше впадения Тутончаны, в 455 км от устья Нижней Тунгуски. Ширина перед устьем составляет 65 м при глубине 1,2 м, скорость течения перед устьем — 0,8 м/с. 

## Основные притоки
Указаны поименованные притоки длиной 30 км и более
| Название | Расстояние от устья | Длина | Положение |
| -------- | ------------------- | ----- | --------- |
| Ирбиктэ  | 36                  | 36    | правый    |
| Амнунна  | 105                 | 39    | правый    |

## Данные водного реестра
По данным государственного водного реестра России и геоинформационной системы водохозяйственного районирования территории РФ, подготовленной Федеральным агентством водных ресурсов:
- Бассейновый округ — Енисейский
- Речной бассейн — Енисей
- Речной подбассейн — Нижняя Тунгуска
- Водохозяйственный участок — Нижняя Тунгуска от водомерного поста посёлка Учами до устья
- Код водного объекта — 17010700412116100090751